# Pfarrkirche Strassen

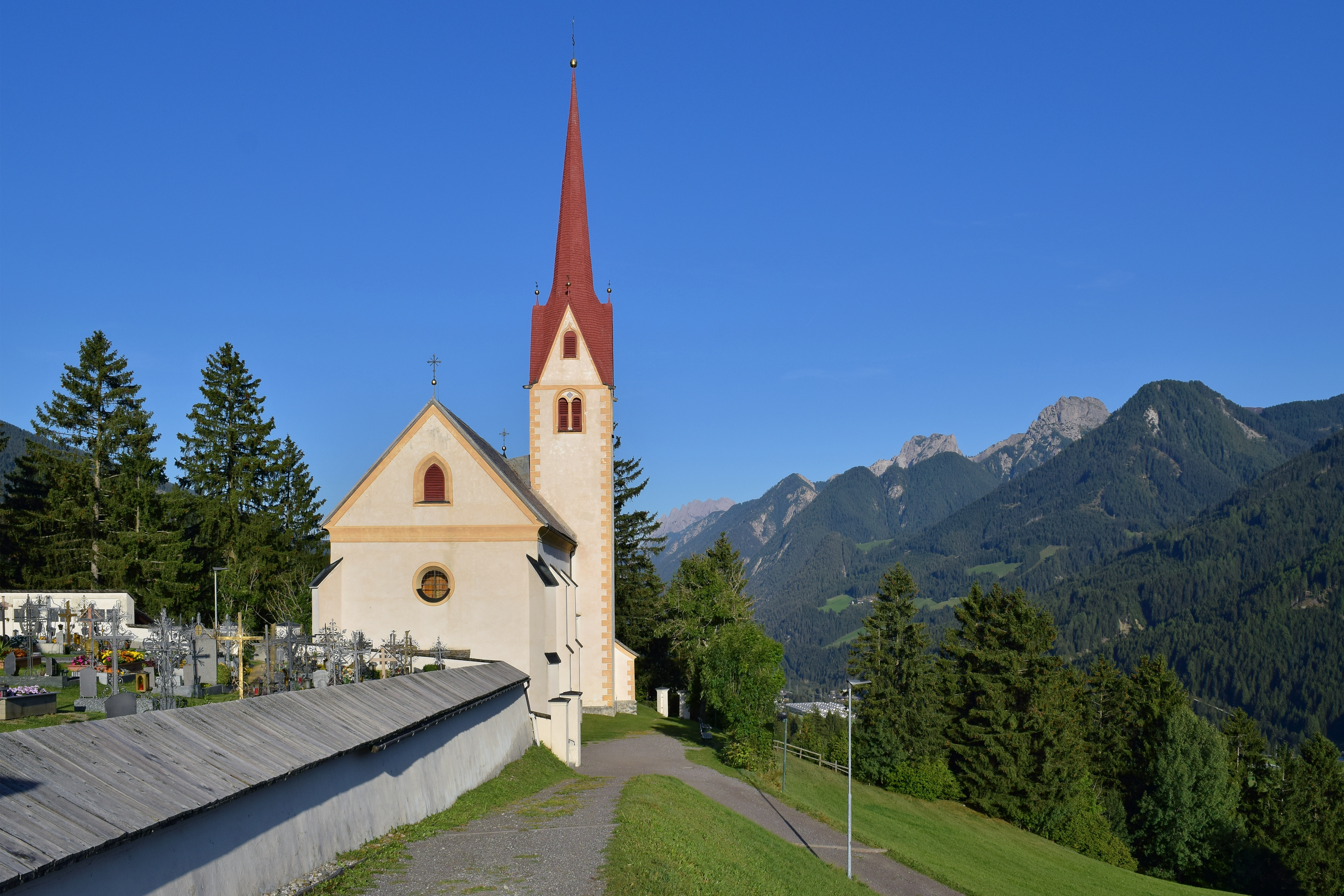
Katholische Pfarrkirche hl. Jakobus der Ältere in Strassen

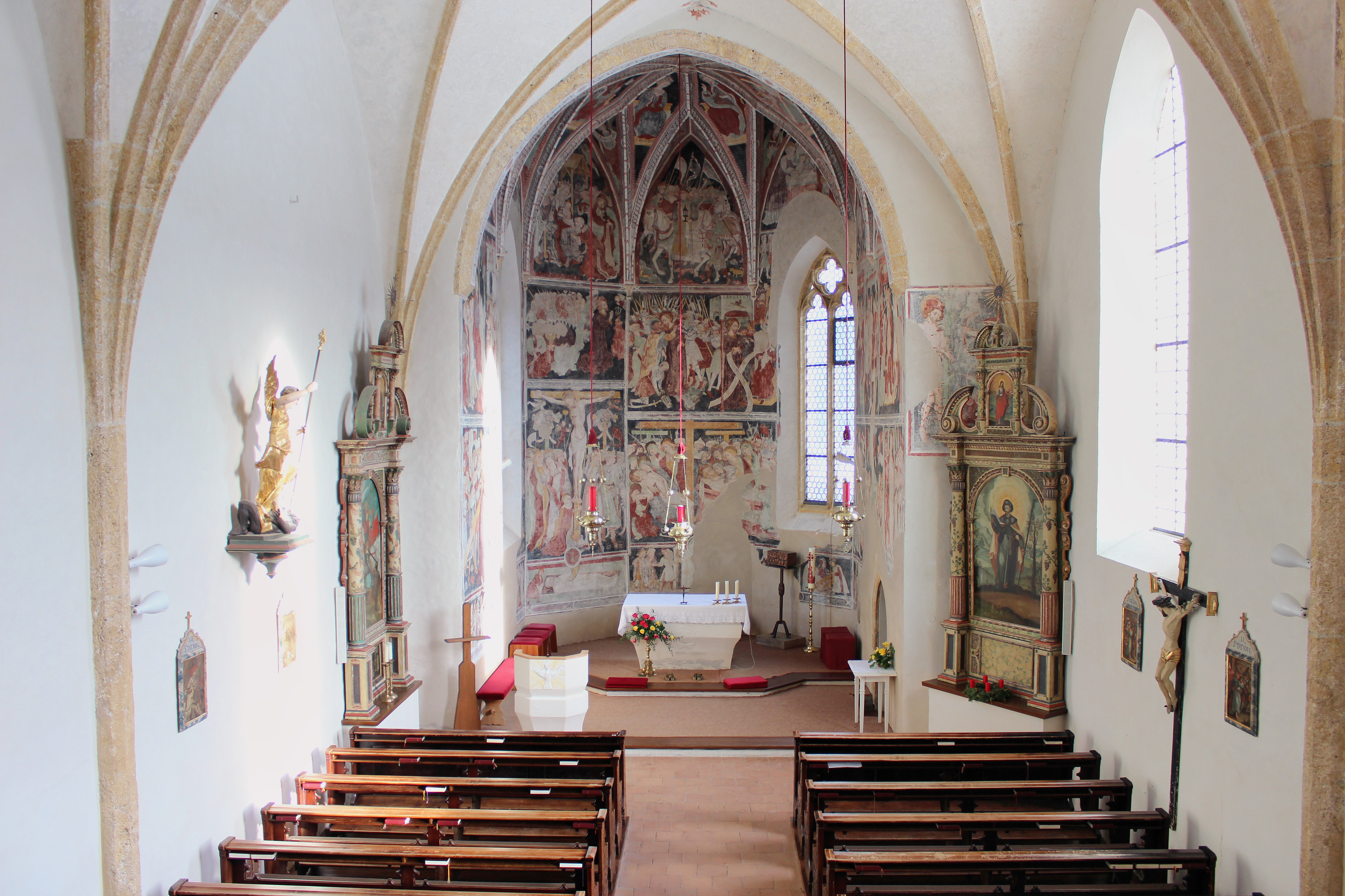
Langhaus, Blick zum Chor

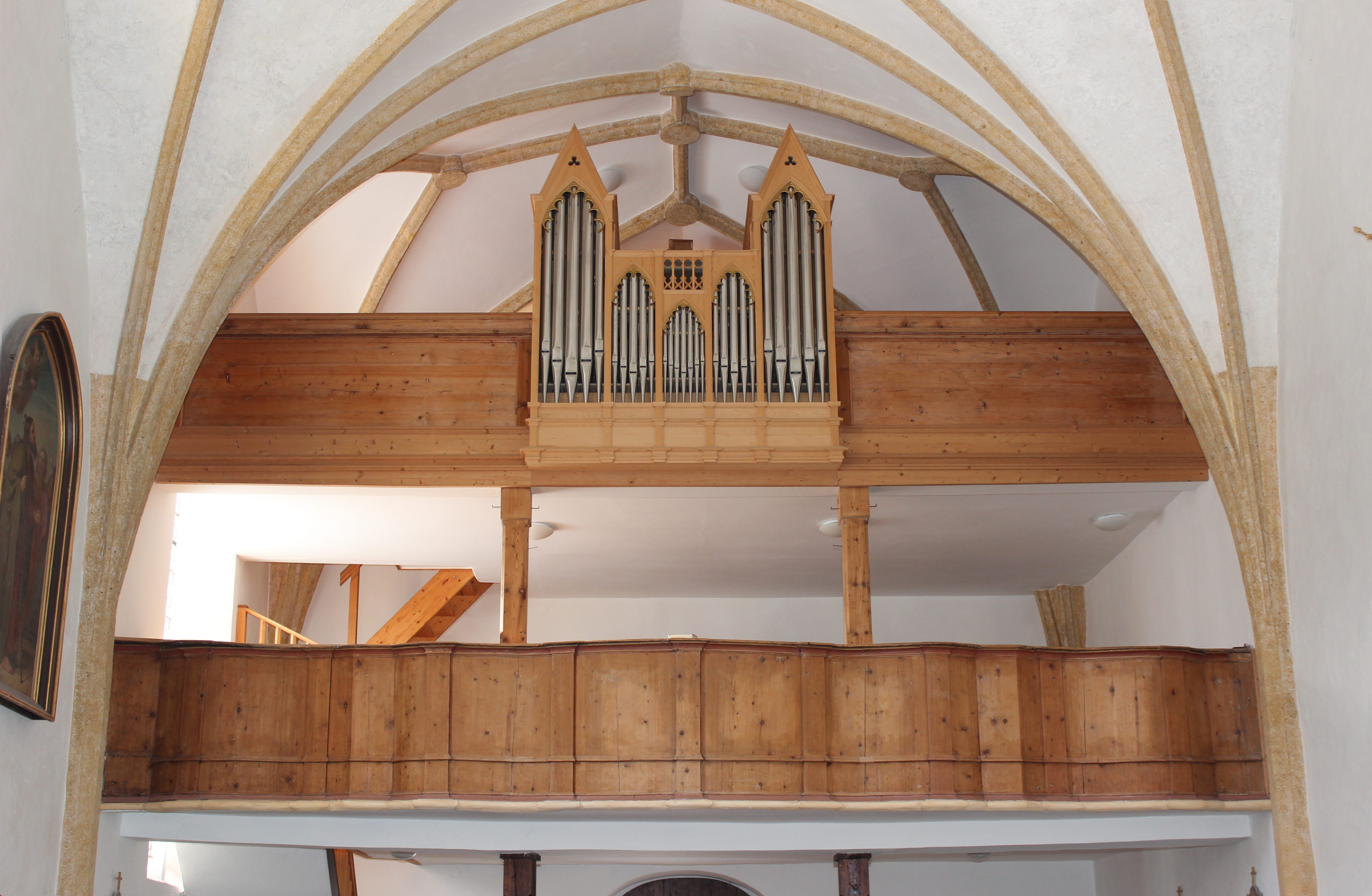
Langhaus, Blick zur Orgelempore

Die römisch-katholische Pfarrkirche Strassen steht in prachtvoller Lage auf einem markanten felsigen Hügel in der Gemeinde Strassen im Bezirk Lienz im Bundesland Tirol. Die dem Patrozinium hl. Jakobus der Ältere unterstellte Pfarrkirche gehört zum Dekanat Sillian in der Diözese Innsbruck. Die Kirche steht unter Denkmalschutz (Listeneintrag).

## Geschichte
1293 wurde eine Kapelle genannt. Die gotische Kirche wurde um 1455 als Filiale der Pfarrkirche Sillian erbaut. Ab 1652 eine Kuratie der Pfarrkirche Abfaltern wurde die Kirche 1891 zur Pfarrkirche erhoben. 1960/1973 war eine Restaurierung.

## Architektur
Die gotische Kirche ist von einer Umfassungsmauer und einem daneben liegenden Friedhof umgeben.
Das Kirchenäußere zeigt ein Langhaus und einen abgesetzten polygonalen Chor mit Strebepfeilern und einem umlaufenden gestuften Sockel unter einem Satteldach. Die Westfront hat ein zweifach gekehltes spitzbogiges Portal. Der Turm im südlichen Chorwinkel hat rundbogige gekuppelte Schallfenster, er trägt einen schlanken achtseitigen Spitzhelm. Die neue Sakristei steht östlich am Turm.
Das Kircheninnere zeigt sich einheitlich gotisch, das einschiffige dreijochige Langhaus hat ein Sternrippengewölbe in klarer einfacher Struktur mit runden Schlusssteinen, das Gewölbe ruht auf zierlichen Wanddiensten mit Fünfachtelquerschnitt. Der spitzbogige Triumphbogen ist im oberen Teil beidseits abgefast. Der eingezogene aus der Achse nach Norden verschobene zweijochige Chor hat einen Dreiachtelschluss, das Sternrippengewölbe mit runden Schlusssteinen ruht auf Konsolen. Die spitzbogigen Fenster sind erneuert. Die Doppelempore ist eine Holzkonstruktion.
Die Gewölbemalerei im Langhaus zeigt dekorativen Schmuck in Form von pflanzenartigen Ornamenten um die Schlusssteine und in den Zwickeln zwischen der Rippen um 1455, die Schlusssteine zeigen das Wappen von Tirol und des Geschlechtes der Gara, der Gemahlin von Graf Heinrich IV. von Görz-Tirol und ein weiteres unbekanntes Wappen. Die Fresken im Chor sind das Hauptwerk des Malers Leonhard von Brixen 1458/1460, die Malerei wurde 1936 aufgedeckt und 1973 restauriert, sie zeigen an den Wänden Szenen aus der Kindheit und der Passion Jesu, Werke der Barmherzigkeit, es gibt größere Fehlstellen durch barocke Fensterausbrüche, im Gewölbe Christus, Maria und viele Heiligen, an der Innenseite des Triumphbogens Kain und Abel, Opfer Abrahams, und an der rechten Triumphbogenwand Martyrium des hl. Sebastian.

## Ausstattung
Der Hochaltar ist eine einfache Mensa. Die barocken Seitenaltäre um 1625 wurden aus der Wallfahrtskirche Obermauern in Virgen hierher übertragen, sie haben einen Aufbau mit polychrom gefassten Säulen, geradem Gebälk, darüber Voluten und ein Aufsatz mit gesprengten Segmentgiebel, sie zeigen links das Bild hl. Martin von Tours 1625 und im Aufsatz das Bild hl. Bischof und an der Predella die seltene Darstellung des hl. Papstes Martin I. 1625, und rechts das Bild hl. Jakobus der Ältere und im Aufsatz das Bild hl. Johannes Evangelist.
Es gibt barocke Plastiken Maria als Himmelskönigin um 1700 und Erzengel Michael um 1750. Ein Mariahilf-Bild in einem bemerkenswert geschnitzten Rahmen entstand um 1700. Die Stationstafel sind aus dem 18. Jahrhundert.
Die neugotische Orgel entstand 1871 und wurde von Peter Volgger gebaut.